# Rate-Adaptive Digital Subscriber Line

RADSL signifie « Rate-Adaptive Digital Subscriber Line » soit en français : « ligne d'abonné numérique à débit adaptable ».
RADSL est une version d'ADSL. Les modems utilisant cette technologie font un test sur la ligne au début de la communication et adaptent le débit pour correspondre à la bande passante : la vitesse la plus rapide que la ligne peut supporter.